# Charles Trick Currelly
Charles Trick Currelly (Exeter, 11 de enero de 1876 -Baltimore, 10 de abril de 1957) fue un clérigo y arqueólogo canadiense y el primer director del Museo Real de Ontario de 1914 a 1946.

## Biografía
C. T. Currelly nació el 11 de enero de 1876 en Exeter, Ontario. Hijo único de John Currelly y Mary Ann Treble, asistió a la escuela local de Exeter y es sabido que visitaba herrerías, curtiembres, y negocios de carreteros para estudiar el uso de diferentes materiales. Recibió lecciones de Latín del reverendo Jasper Wilson, el cual también le enseñó tiro. Los años de estudios secundarios de Currelly en el Harbord Collegiate Institute llevaron a su familia a mudarse a Toronto. Durante esos años, tomó lecciones de Arte y Biología. Después de graduarse en 1894, asistió al Victoria College de la Universidad de Toronto al igual que habían hecho su padre y su abuelo. En el Victoria College, tomó cursos de Biología y Ciencias de la Tierra además de Historia de Asia y Lenguas Romances. Recibió su B.A. en 1898. Después de la universidad, Currelly dedicó los siguientes dos años trabajando como misionero laico para la Iglesia Metodista en la reserva india de Umatilla en el norte de Manitoba. Durante ese tiempo, recogió información sobre la vida de las Naciones Originarias de Canadá que fue exhibida cuando regresó al Victoria College para realizar estudios de posgrado. Recibió su maestría del Victoria College en 1902.

## Arqueología
Después de completar sus estudios de posgrado, Currelly viajó a Inglaterra con su amigo Ned Burwash, hijo de Nathaniel Burwash, rector de la Universidad de Victoria, esperando estudiar como el evangelio social se había infiltrado en las clases trabajadoras. Sin embargo, este plan se interrumpió cuando visitó el Museo Británico para identificar algunas monedas. Una figura ushebti, en su posesión, le dio a Currelly la oportunidad de conocer al famoso egiptólogo Flinders Petrie que estaba trabajando para el Fondo para la Exploración de Egipto. Petrie lo entrevistó acerca de su capacidad para dibujar y le ofreció una beca de colaboración. Poco tiempo después, Currelly se mudó al hogar de Petrie donde aprendió como empacar objetos arqueológicos. No pasó mucho tiempo antes de que Currelly se encontrara a cargo de una excavación en Egipto donde descubrió el cenotafio y la tumba de Amosis I. Después de eso, continuó trabajando en Ehnasya, Bajo Egipto, y en el Sinaí bajo la dirección de Petrie hasta 1905, año en el que Petrie dejó el Fondo. Dos años más tarde, Currelly, a su vez, también abandona sus tareas para la Fondo.
Su trabajo en Egipto le permitió descubrir su talento y amor hacia el coleccionismo los cuales comenzó a utilizar para británicos y canadienses, entre los que se encontraba Edmund Walker, el padre de uno de sus amigos de escuela. Después de conocer a Walker en 1905, Currelly fue nombrado coleccionista oficial de la Universidad de Toronto y más tarde le fue otorgado el título de curador de arqueología del Oriente. Sumergido en su trabajo, fue convenciéndose más y más de la necesidad de desarrollar un buen museo en Toronto.

## Museo Real de Ontario
En 1906, cuando Edmund Walker se encontraba presidiendo una comisión sobre el futuro de la Universidad de Toronto, se recomendó la construcción de un museo que sirviera a los estudiantes y al público. Poco después - y bajo la supervisión del propio Walker -, comenzó la planificación para la fundación de un museo provincial. En 1907, C. T. Currelly fue nombrado curador del Museo Real de Arqueología de Ontario. Durante el año 1911, comenzó a trabajar en los sótanos del primer edificio que tuvo el museo, el cual todavía se encontraba en construcción. Finalmente, en 1914, se convirtió en director del Museo de Arqueología. A lo largo de su vida, Currelly trabajó continuamente en la expansión de los intereses del Museo y nunca detuvo su búsqueda de adquisiciones que prestigiaran las colecciones del Museo, conduciéndolas a un enorme crecimiento a lo largo de los últimos años de la década de 1910 y de toda la década de 1920. Cuando finalmente se retiró, en 1946, el Museo renombró el viejo Armour Court como galería Currelly, (nombre que conserva hasta la actualidad) y le encargó a la artista Sylvia Hahn la realización de cuatro murales para esa misma sala con temas medievales. En uno de ellos, Currelly fue representado presenciando una justa.
|                                                                                  |
| Currelly Gallery en el ROM con dos de los cuatro murales de Sylvia Hahn al fondo |

|                                                                    |
| Detalle de otro de los murales; Currelly, segundo desde la derecha |

## Últimos años y fallecimiento

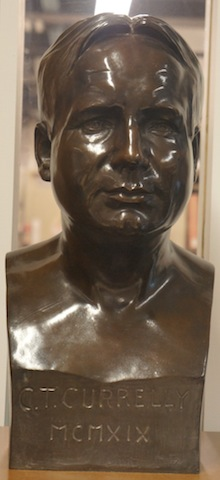
Busto de Currelly en bronce. Sala de lectura en el ROM.

Antes de morir, Currelly escribió una autobiografía titulada I Brought the Ages Home. Este libro relata sus aventuras, viajes y trabajo en el Museo. Después de su retiro, vivió cerca de Port Hope, Ontario. Estando en Florida, durante unas vacaciones de invierno, Currelly enfermó y debió ser trasladado al Johns Hopkins Hospital en Baltimore. El octogenario Currelly falleció el 10 de abril de 1957 en ese hospital donde se encontraba recibiendo tratamiento desde el mes de diciembre. Lo sobrevivieron su esposa Mary Newton y los tres hijos de su matrimonio con ella, John, Suzanne y Ralph. El 7 de octubre de ese mismo año el Museo organizó una exhibición en su honor. La misma fue inaugurada con el descubrimiento de un busto del propio Currelly, en bronce, hecho ese año por la Fundición Vandevoorde Art de Montreal a partir de una escultura suya realizada en 1919 por el artista canadiense Ulric Stonewall Jackson Dunbar. Este busto y un medallón de bronce, con su perfil, se exhiben en la Sala de lectura Sackler del Museo.

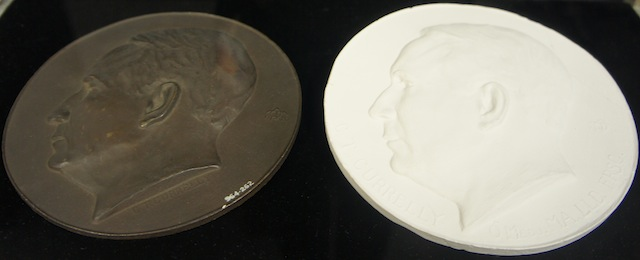
Perfil de Currelly en bronce y Fundido en yeso. Sala de lectura en el ROM.

## Publicaciones
- Abydos III. (con Ayrton, Edward Russell; Weigall, Arthur Edward Pearse Brome y Gardiner, A. H.) London: The Egypt Exploration Fund, 1904. oclc=61930471.
- Researches in the Sinai. (con Flinders Petrie) New York: E.P. Dutton, 1906
- I Brought the Ages Home. Toronto: Ryerson Press, 1956